# Vesak
Vesak é uma data celebrada pelos budistas e declarada como feriado em diversos países tradicionalmente Theravada. É comum ser referido como o aniversário de Buda, embora marque também sua iluminação (nibbana) e sua morte (parinibbana). É considerado um dia de Uposatha maior.
Esse dia é oficialmente reconhecido em muitos escritórios da Organização das Nações Unidas (ONU) no Sudeste Asiático e é comemorado anualmente na primeira Lua cheia de maio, uma data selecionada para coincidir com os momentos mais significativos da vida de Buda. A data foi destacada pela primeira vez pela ONU em 2000. A celebração inclui eventos na Sede da Organização das Nações Unidas e em outros escritórios, em colaboração com as missões permanentes interessadas.

## Datas
Sendo baseado em um calendário lunar, não há data definida no calendário ocidental (gregoriano), sendo marcado pela lua cheia próxima ao início de maio/fim de abril, podendo até mesmo cair em junho. Até mesmo no oriente não há referência fixa à data, podendo variar a data entre os diferentes países.

## Comemorações
Tradicionalmente nesses dias se presta homenagem ao Buda, por exemplo, fazendo oferendas a um altar como flores, incenso e velas, realizando Puja indo ao templo e observando cinco ou oito preceitos.

## Mahayana
Na tradição Mahayana as datas de comemoração do nascimento, nibbana e parinibbana diferem, mas normalmente o nascimento do Buda Gautama coincide com o vesak Teravada.